# اکسید ایندیم (III)
اکسید ایندیم(III) (به انگلیسی: Indium(III) oxide) با فرمول شیمیایی In۲O۳ یک ترکیب شیمیایی با شناسه پاب‌کم ۱۵۰۹۰۵ است. که جرم مولی آن ۲۷۷٫۶۴ g/mol می‌باشد. اکسید نیمه رسانای شفاف (TSO) اکسید ایندیم (In2O3) برای چندین دهه مورد بررسی قرار گرفته‌است. با این حال، پس از تحقیقات اولیه کوتاه در مورد خواص نیمه هادی آن، بیشترین تلاش برای کاربرد گسترده آن به عنوان اکسید رسانای شفاف (TCO) ایندیم-قلع-اکسید و تا حدی به عنوان ماده حسگر گاز فعال معطوف شده‌است. تنها در دهه گذشته، In2O3 و TSOهای مرتبط دوباره به عنوان نیمه‌رساناهای باند پهن واقعی کشف شده‌اند و از دیدگاه فیزیک نیمه‌رساناها به‌شدت مورد بررسی قرار گرفته‌اند. اکثر تحقیقات در مورد In2O3 بیش از ۶۰ سال پیش آغاز شد، زمانی که روپرشت یک لایه ایندیوم رسوب‌شده در تبخیر را در دمای بالا در هوا اکسید کرد و دریافت که In2O3 چند کریستالی حاصل شفاف و رسانا است. رسانایی آن به محتوای اکسیژن محیط در دمای بالا بستگی دارد و در خلاء با روشنایی تغییر می‌کند. این یافته‌های تجربی اساس استفاده امروزی از In2O3 به عنوان ماده فعال در حسگرهای گاز، با رسانایی یا ضریب Seebeck است که به شدت به اتمسفر گاز در تماس با In2O3 بستگی دارد. نمونه اولیه حسگر ازن که با روشنایی فعال می‌شود. به عنوان ماده حسگر، فیلم‌های پلی کریستالی، متشکل از دانه‌های In2O3 تک کریستالی به اندازه نانومتر، در حال حاضر استفاده می‌شوند و نانوسیم‌های تک کریستالی پیشنهاد و بررسی می‌شوند. هر دو این هندسه نسبت سطح به حجم بالایی را ارائه می‌کنند که تأثیر شیمی سطح را بر خمش باند سطح (مناطق تخلیه یا لایه‌های تجمع) به عنوان مکانیزم زیربنایی برای تأثیرگذاری بر غلظت حامل، ضریب Seebeck و رسانایی منطقی می‌کند. حدود ۵۰ سال پیش گروت نشان داد که چگونه دوپینگ In2O3 توسط چند درصد اتمی Sn یا Ti به شدت علم و فناوری نیمه هادی‌ها را افزایش می‌دهد. علمی تکنولوژی منجر به رسانایی غیرعادی بالا و بازتاب مادون قرمز در حالی که شفافیت در قسمت مرئی را حفظ می‌کند. بر اساس این مشاهدات، In2O3 دوپ شده با TCO Sn - که بیشتر به عنوان اکسید ایندیوم-قلع (ITO) شناخته می‌شود - کاربردهای اصلی خود را در پنجره‌های بازتابنده مادون قرمز و الکتروکرومیک، لایه‌های شفاف پخش کننده جریان در دیودهای ساطع نور سطحی یافت. ۱۰، کنتاکت‌های شفاف برای نمایشگرهای صفحه تخت و سلول‌های خورشیدی، و - اخیراً - لایه‌های روکش برای لیزرهای مبتنی بر InGaN، به‌طور شماتیک نشان داده شده‌است. افزایش اخیر در تولید دستگاه‌هایی با الکترودهای بزرگ ITO و در نتیجه تقاضای بالاتر برای ایندیم منجر به افزایش شدید قیمت ایندیم شد که باعث جستجو برای TCOهای جایگزین بر اساس فلزات فراوان شد. در مقابل، قیمت ایندیم در حال حاضر یک عامل محدود کننده برای تولید یا توسعه دستگاه‌های نیمه هادی مبتنی بر درون به دلیل مساحت کوچکتر و ارزش کل بالاتر آنها نیست. In2O3 دارای ویژگی‌های بسیاری با TSOs, ZnO, SnO2، CdO, Ga2O3 است، که همچنین در حسگرهای گاز استفاده می‌شود یا به TCOها برای کاربردهای تماسی با دوپینگ بالای اهداکننده تبدیل می‌شود. این کاربردهای مرسوم معمولاً با کیفیت مواد پایین (که امکان سنتز ارزان قیمت را فراهم می‌کند) در مقایسه با استانداردهای نیمه هادی از نظر تبلور و خلوص یا کنترل دوپینگ کافی است. فقط در دهه گذشته، In2O3 و سایر اکسیدهای نیمه رسانا به عنوان نیمه هادی‌های باند پهن واقعی به تنهایی کشف شده‌اند که به بالاترین کیفیت و خلوص مواد ممکن (تک کریستالی) نیاز دارند که استاندارد برای نیمه هادی‌های مستقر مانند Si بوده‌است. (In, Ga, Al) یا (In, Ga, Al)N. این رویکرد نیمه هادی که برای کاربردهای معمولی بسیار ضروری نیست، این فرصت را دارد که چشم‌اندازهایی را برای In2O3 به عنوان ماده دستگاه فعال در برنامه‌های کاربردی جدید، مانند الکترونیک شفاف، و همچنین برای بهبود کاربردهای موجود مانند سنسورهای گاز یا تماس‌های شفاف باز کند. بهبود برای حسگرها می‌تواند از اصلاح مستقل رسانایی توده و سطح به عنوان پارامتر طراحی اضافی به نسبت سطح هندسی به حجم ناشی شود. آخرین اما مهم‌ترین مطالعه In2O3 با کیفیت بالا با روش‌های نیمه‌رسانا به درک فیزیک اساسی In2O3 کمک می‌کند، که پیش‌نیاز توسعه نیمه‌رسانا مبتنی بر علم برنامه‌های کاربردی جدید In2O3، و برای کاوش محدودیت‌های فیزیکی کاربردهای معمولی است. کاربردهای جدید In2O3 در دستگاه‌ها و حسگرهای پیشرفته (شفاف) همچنین می‌توانند از مهندسی شکاف نواری (به عنوان مثال) و تشکیل ساختار ناهمسان در سیستم آلیاژی In2O3 (Eg = 2.7 eV)–Ga2O3 (Eg ≈ 5eV)–Al2O3 (Eg = 8.8 eV) بهره ببرند. توسعه‌های فعلی برای این منظور پیشنهاد استفاده از Ga2O3 برای ترانزیستورهای قدرت و (In,Ga)2O3 برای آشکارسازهای UV است. ترکیب In2O3 با اکسیدهای نیمه هادی نوع p مسیر را برای دستگاه‌های دوقطبی باز می‌کند. خوب تعریف شده رسانایی و دوپینگ، دوپینگ مدولاسیون برای به حداکثر رساندن تحرک کانال، و ویژگی‌های تماس به خوبی تعریف شده (کنتاکت‌های اهمی یا شاتکی) اجزای اساسی برای چنین کاربردهای نیمه هادی پیشرفته ای هستند. به عنوان مثال، یک ترانزیستور اثر میدان شفاف مبتنی بر In2O3 با کارایی بالا - به کانالی با تحرک بالا و غلظت دهنده متوسط نیاز دارد، یک تماس شاتکی به عنوان دروازه کنترل، مناطق منبع و تخلیه کم مقاومت با تماس‌های اهمی، و لایه‌های بافر یا بستر عایق زیرین. با پرداختن به این الزامات، بررسی حاضر آخرین هنر In2O3 را از دیدگاه فیزیک نیمه هادی با تمرکز بر خواص حمل و نقل حامل بار و فیزیک مرتبط مرتبط با دستگاه‌های الکترونیکی خلاصه می‌کند. پس از مقدمه ای کوتاه در مورد ساختار کریستالی، سنتز تک بلوری و ساختار نواری از جمله شفافیت نوری مربوط به In2O3، من انتقال حامل را از نظر دوپینگ غیرعمدی و عمدی و جبران آن، تجمع سطح و خواص تماس و همچنین تحرک مورد بحث قرار خواهم داد. و مکانیسم پراکندگی در پایان، خواص ترموالکتریک و وضعیت فعلی دوپینگ فرومغناطیسی In2O3 برای کاربردهای بالقوه اسپینترونیک به‌طور خلاصه بررسی خواهد شد. از ادبیات گسترده در مورد In2O3 و ITO، تنها بخش کوچکی با مواد تک کریستالی و با کیفیت بالا سروکار دارد. در صورت امکان، این بررسی بر این بخش از ادبیات موجود تکیه دارد.